# زنان در معماری ایرانی

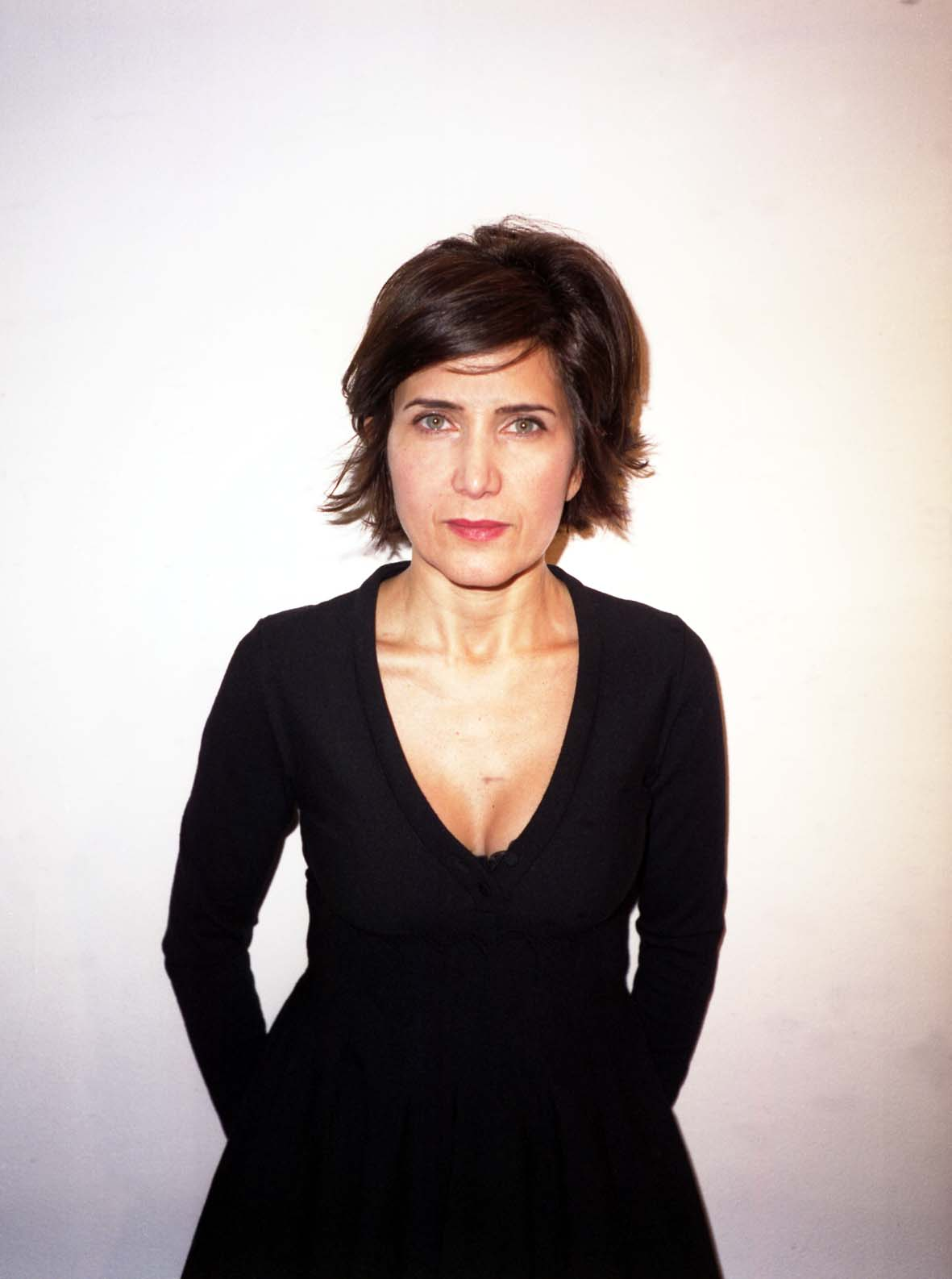
فرشید موسوی معمار بریتانیایی ایرانی‌تبار

فعالیت معماری تا پیش از قرن ۱۹ام در تمام جهان حرفه‌ای مردانه تلقی می‌شد و زنان زیادی در آن فعالیت نداشتند، ایران نیز از این قاعده مستثنی نبود و از اواخر دورهٔ قاجار زنان ایرانی در این حرفه مشغول شدند. امروزه رشتهٔ معماری از رشته‌های محبوب دانشگاهی در میان زنان ایرانی است به طوری که بخش عمده‌ای از دانشجویان این رشته را زنان تشکیل می‌دهند.